# Горенички мост
Гореничкият мост (на македонска литературна норма: Горенички мост, понякога Грофчански) е бивш каменен мост край дебърското село Горенци, Северна Македония. Мостът е пресичал река Радика и преди разрушаването си през 60-те години на XX век е обявен за паметник на културата.

## История
Мостът е бил разположен близо до Дебър, по течението на реката Радика. Имал три арки, от които средната е най-голяма, а страничните са идентични и по-малки. Между арките е имало две „мостови ниши“. Дължината му е над 50 m.
Мостът е разрушен при изграждането на язовира Дебърско езеро през 60-те години на XX век. Мостът е грижливо демонтиран камък по камък поради статута на културно наследство и след това всеки камък е маркиран за повторно изграждане на друго място по течението на Радика. Камъните се пазели в обект близо до Божков мост, но поради недостиг на пари мостът не е изграден и камъните са използвани за строежи в Дебър.